# Det vi ikke måtte se - Om filmcensur
Det vi ikke måtte se - Om filmcensur er en dansk dokumentarfilm fra 1995 med instruktion og manuskript af Prami Larsen.

## Handling
Siden Statens Filmcensurs start i 1913 er film blevet beklippet for at beskytte publikum mod for stærke filmoplevelser - det være sig voldelige eller erotiske. Her er der chance for at se det, publikum ikke måtte se og lidt om hvorfor, det skulle ud.